# سفارة كولومبيا في الولايات المتحدة
سفارة كولومبيا في الولايات المتحدة هي أرفع تمثيل دبلوماسي لدولة كولومبيا لدى الولايات المتحدة. تقع السفارة في شمال غربي واشنطن العاصمة وهي تهدف لتعزيز المصالح الكولومبية في الولايات المتحدة.

## وصلات خارجية
- قائمة سفارات كولومبيا
- قائمة السفارات في الولايات المتحدة